# Нешънъл Джиографик (телевизионен канал)
„Нешънъл Джиографик“ (на английски: National Geographic) е името на международно излъчван телевизионен канал. Той е специализиран в излъчването на научнопопулярни и документални филми от областите география, природа, култура и животински свят.
Разработен е в партньорство между National Geographic Television и Fox Cable Networks Group. За първи път National Geographic Channel се излъчва в Европа и Австралия през септември 1997 година. Каналът е излъчен в САЩ през януари 2001 г., а в Германия телевизията започва да се излъчва на 1 ноември 2004 г. National Geographic Channels International се разпространява в 153 страни на 27 езика и се гледа от повече от 230 млн. домакинства по света.
Документалните филми, производство на National Geographic Channel, са спечелили повече от 800 международни награди и премии.

## Предавания
- 11 септември: Един ден в Америка
- Апокалипсис: Втора Световна война
- Арестувани зад граница
- Богатство в открито море
- Бойни машини
- Британски морски патрул
- В кадър
- Водачът на глутницата
- Вярно ли е?
- Гмуркане в лабиринта
- Глобалното затопляне с Бил Най
- Говорещият с кучета
- Големите ремонти
- Големите миграции
- Голям, по-голям, най-голям
- Голямата картина с Кал Пен
- Границата
- Да оцелееш в Аляска
- Да поговорим със звездите
- Да строиш в дивото
- Да убиеш Исус
- Да убиеш Кенеди
- Да убиеш Линкълн
- Дас Райх: Армията на смъртта
- Десетте Библейски напасти
- Дивата Америка
- Дивата Русия
- Древните досиета X
- Евакуация Земя
- Европа отвисоко
- Златна треска
- Изгубеният шедьовър на Леонардо да Винчи
- Измамен град
- Изследовател
- Иманяри
- Историята за Бог с Морган Фриймън
- Как да спечелим
- Космос
- Летището в Дубай
- Магистрала през ада
- Малала
- Мегазаводи
- Мегаструктури от Втората световна
- Мигове от катастрофата
- Морски вълци
- На куката
- Най-трудните ремонти на света
- Най-удивителните фотографии на Нешанъл Джиографик
- Нито едното
- Най-доброто от 90-те
- Отблизо
- Отвъд магията
- Последици
- Прекрасният нов свят
- Пробив
- Пробив в системата
- Проект Земя
- Пътешествие до края на Вселената
- Разследване на самолетни катастрофи
- Роден на пътя
- Свободен живот
- Сега или никога
- Сервиз SOS
- Спасителен отряд в ада
- Табу
- Тайните на октопода
- Тайните на Райха
- Теория на глупостта
- Технически постижения
- Трафиканти с Мариана ван Зелер
- Човек срещу YouTube
- Шифърът на злополуките
- 80-те нашето десетилетие
- Марс
- 90-те десетилетието, което ни свърза
- 9/11
- Да убиеш Рейгън
- Строителна зона
- Опасен живот